# دوبرا وودا و تشسکیخ بودییوویتس
دوبرا وودا و تشسکیخ بودییوویتس (به چکی: Dobrá Voda u Českých Budějovic) یک منطقهٔ مسکونی در جمهوری چک است که در شهرستان چسکه بودیوویتسه واقع شده‌است. دوبرا وودا و تشسکیخ بودییوویتس ۱٫۵۴ کیلومتر مربع مساحت و ۲٬۵۲۴ نفر جمعیت دارد و ۴۵۰ متر بالاتر از سطح دریا واقع شده‌است.